# Mets de Guaynabo 2017 (pallavolo maschile)
Questa voce raccoglie le informazioni riguardanti i Mets de Guaynabo nelle competizioni ufficiali della stagione 2017.

## Organigramma societario
Area direttiva
- Presidente: Ramón Rosado

Area tecnica
- Primo allenatore: Javier Gaspar

## Rosa
| N° | Nome              | Ruolo | Data di nascita | Nazionalità sportiva |
| -- | ----------------- | ----- | --------------- | -------------------- |
| 1  | Arnel Cabrera     | L     | 11 ottobre 1994 | Porto Rico           |
| 3  | Roberto Pérez     | S     | 28 aprile 1995  | Porto Rico           |
| 5  | Roberto Ramírez   | P     | 29 gennaio 1992 | Porto Rico           |
| 7  | Enrique Escalante | C     | 6 agosto 1984   | Porto Rico           |
| 8  | Ramón Burgos      | C     | 15 gennaio 1993 | Porto Rico           |
| 9  | Pedro Molina      | S     | 7 aprile 1999   | Porto Rico           |
| 10 | Dimar López       | S/O   | 23 agosto 1986  | Porto Rico           |
| 11 | Jassiel Cruz      | C     | 9 maggio 1996   | Porto Rico           |
| 12 | Gabriel Rosado    | P     | 20 ottobre 1995 | Porto Rico           |
| 13 | Alexander Robles  | S     | 22 ottobre 1989 | Porto Rico           |
| 14 | Jonathan King     | C     | 12 agosto 1982  | Porto Rico           |
| 15 | Howard García     | P     | 8 febbraio 1994 | Porto Rico           |
| 18 | Edgardo Cartagena | S     | 8 novembre 1994 | Porto Rico           |
| -  | Steven Morales    | C/O   | 7 aprile 1992   | Porto Rico           |

## Mercato
| Acquisti | Acquisti          | Acquisti                 | Acquisti   |
| R.       | Nome              | da                       | Modalità   |
| -------- | ----------------- | ------------------------ | ---------- |
| S        | Roberto Pérez     | Alittihad Misurata       | definitivo |
| S        | Pedro Molina      | -                        | definitivo |
| P        | Gabriel Rosado    | UPR Rio Piedras          | definitivo |
| S        | Alexander Robles  | Plataneros de Corozal    | definitivo |
| C        | Jonathan King     | Patriotas de San Juan    | definitivo |
| S        | Howard García     | Caribes de San Sebastián | definitivo |
| S        | Edgardo Cartagena | Ball State               | definitivo |
| C/O      | Steven Morales    | Alittihad Misurata       | definitivo |

| Cessioni | Cessioni        | Cessioni              | Cessioni   |
| R.       | Nome            | a                     | Modalità   |
| -------- | --------------- | --------------------- | ---------- |
| S        | Pablo Guzmán    | Omonia                | definitivo |
| P        | Ángel Pérez     | Gigantes de Adjuntas  | definitivo |
| C        | José Ribas      | -                     | ritirato   |
| O        | Héctor Soto     | -                     | ritirato   |
| S        | Sequiel Sánchez | Universitatea Craiova | definitivo |
| P        | Wilbert Rivera  | -                     | definitivo |
| S        | Erick Ramos     | Cafeteros de Yauco    | definitivo |
| C        | Ramón Burgos    | Unterhaching 2        | definitivo |

## Risultati

### LVSM

#### Regular season
| 1ª giornata - 7 settembre 2017 Palacio de Recreación y Deportes, Mayagüez | Indios de Mayagüez   | -     | Mets de Guaynabo     | [ 2 ]                      |
| 2ª giornata - 10 settembre 2017 Coliseo Mario Morales, Guaynabo           | Mets de Guaynabo     | -     | Changos de Naranjito | [ 2 ]                      |
| 3ª giornata - 14 settembre 2017 Coliseo Raúl "Pipote" Oliveras, Yauco     | Cafeteros de Yauco   | 1 - 3 | Mets de Guaynabo     | 23-25, 25-22, 16-25, 21-25 |
| 4ª giornata - 16 settembre 2017 Coliseo Guillermo Angulo, Carolina        | Gigantes de Carolina | 3 - 0 | Mets de Guaynabo     | 25-21, 26-24, 25-14        |

## Statistiche

### Statistiche di squadra
| Competizione | Punti | In casa | In casa | In casa | In trasferta | In trasferta | In trasferta | Totale | Totale | Totale |
| Competizione | Punti | G       | V       | P       | G            | V            | P            | G      | V      | P      |
| ------------ | ----- | ------- | ------- | ------- | ------------ | ------------ | ------------ | ------ | ------ | ------ |
| LVSM         | 3     | 0       | 0       | 0       | 2            | 1            | 1            | 2      | 1      | 1      |
| Totale       | -     | 0       | 0       | 0       | 2            | 1            | 1            | 2      | 1      | 1      |

G = partite giocate; V = partite vinte; P = partite perse